# Bârlad (flod)
Bârlad er en flod i det østlige Rumænien, en venstre biflod til floden Siret.
Dens samlede længde er 207 km, og dets afvandingsområde er 7.220 km2. Dens udspring er i de lave bakker mellem Siret- og Prut- floderne, sydvest for Iași. Den løber hovedsageligt mod syd gennem byerne Negreşti, Vaslui, Bârlad og Tecuci og gennem de rumænske distrikter Neamț, Vaslui og Galați . Den løber ud i Siret nær Suraia.

## Bifloder
Følgende floder er bifloder til floden Bârlad (fra kilden til mundingen):
Fra venstre: Bozieni, Gârboveta, Hăușei, Găureni, Sacovăț, Velna, Stavnic, Rebricea, Uncești, Telejna, Vaslui, Crasna, Albești, Idrici, Văleni, Bancașrbana, Bancața, Bujora, Bujora, Bancațzo, Bujora, Petriţa, Bujora, Petriţa, Bujora Bălăneasa, Gârbovăț, Corozel.
Fra højre: Purcica, Poiana Lungă, Bârzești, Stemnic, Racova, Chițoc, Ghilăhoi, Chițcani, Pârvești, Horoiata, Simila, Valea Seacă, Tutova, Pereschiv, Lupul, Berhecane, Bélicas Tecu.